# Geografia dei Paesi Bassi

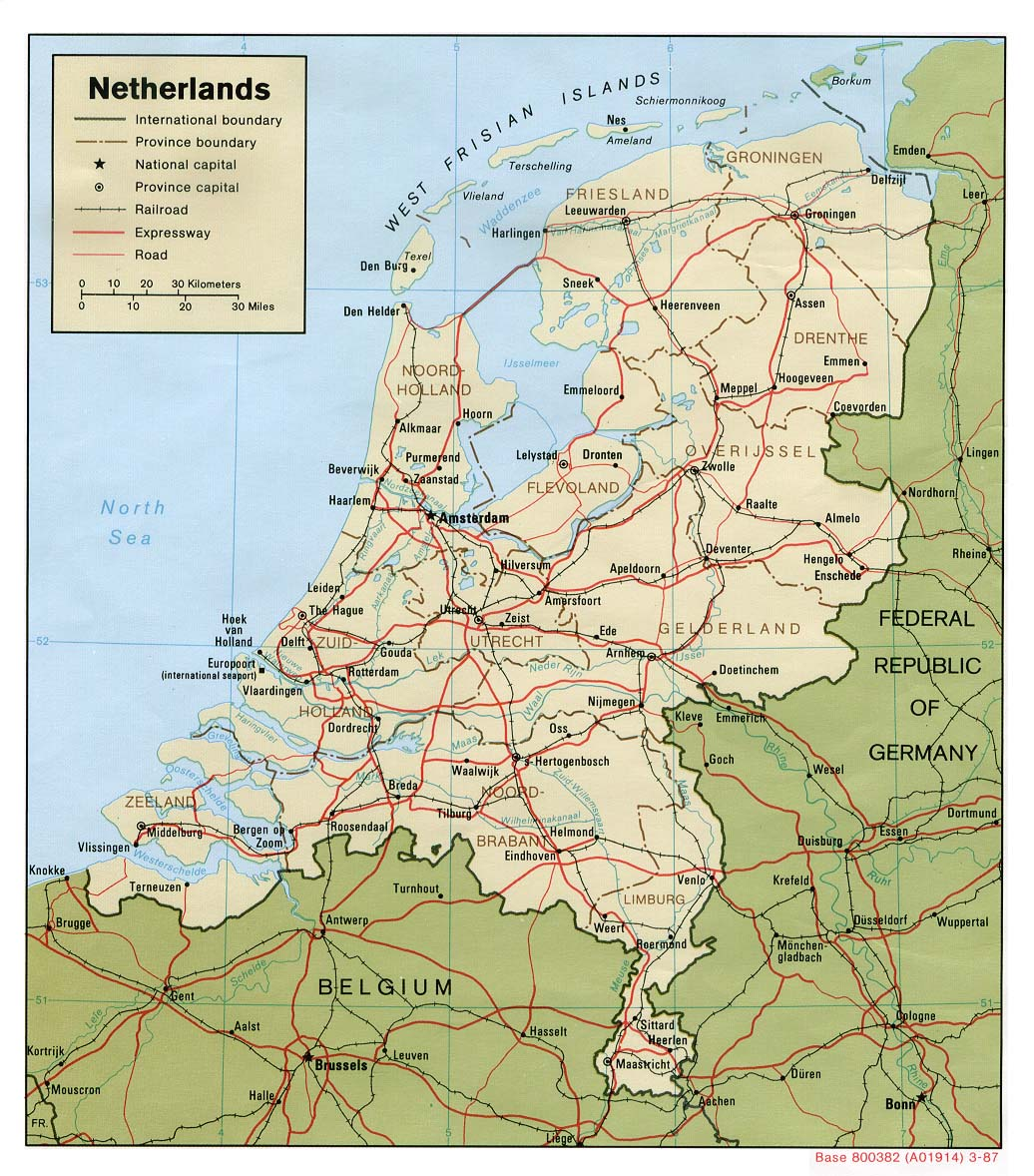
Carta dei Paesi Bassi

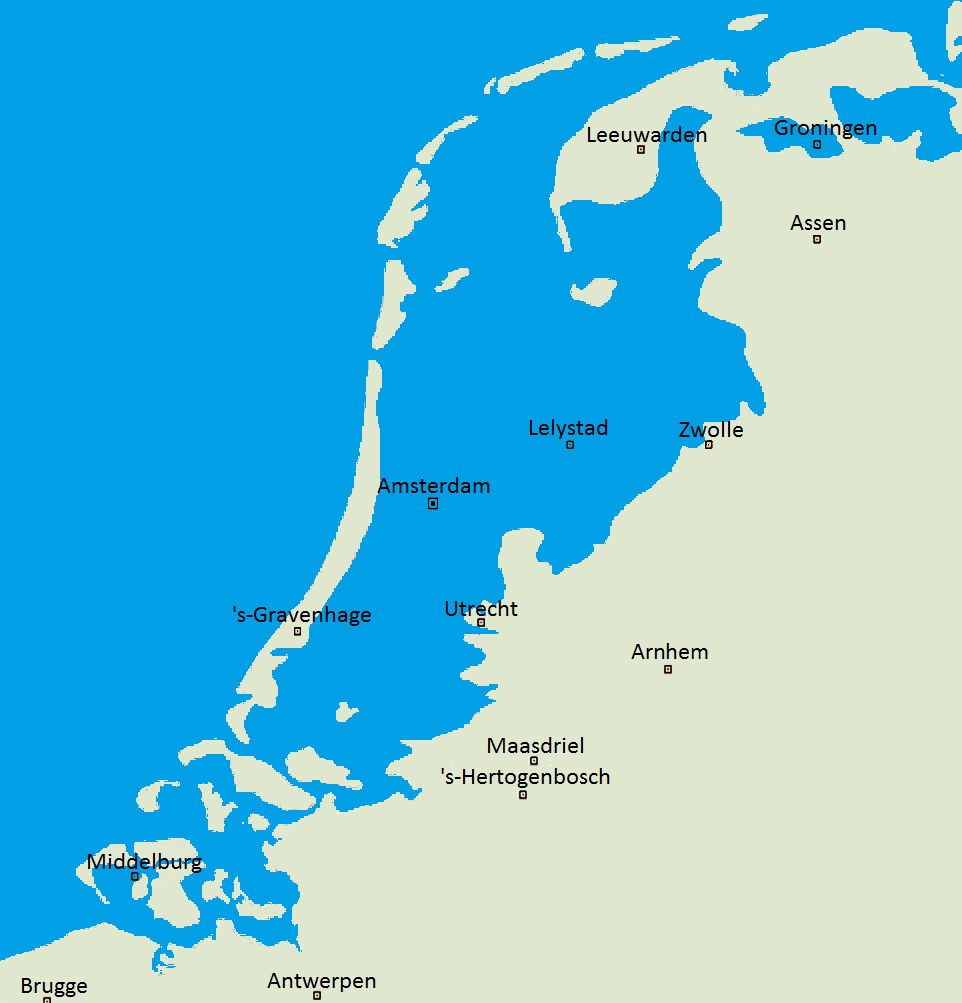
Aree dei Paesi Bassi poste al di sopra del livello del mare

La geografia dei Paesi Bassi li rende uno degli stati più particolari della Terra. Questo è dovuto al fatto che gran parte del suo territorio in prossimità delle coste è stato ricavato dal mare e si trova sotto il livello del mare, protetto da dighe. Dalla dissoluzione delle Antille Olandesi, avvenuta il 10 ottobre 2010, sono parte integrante dei Paesi Bassi anche le Isole BES nei Caraibi: Bonaire, Sint Eustatius e Saba.
Coordinate geografiche:latitudine: 51° - 53° N, longitudine:4° - 7° E

## Area
Totale: 41.526 km² 

Terre: 33.883 km² 

Acque interne: 7.643 km²

## Confini di terra e paesi confinanti
A nord e a ovest è bagnato dal Mare del Nord, a est confina con la Germania, a sud col Belgio. Totale: 1.027 km.

## Fiumi
I fiumi principali sono il Reno e la Mosa che nascono il primo in Svizzera ed il secondo in Francia e sfociano attraverso un delta comune nel Mare del Nord. In passato, il delta era in comune anche con il fiume Schelda che, attraverso il prosciugamento di polder e la canalizzazione delle acque, è andato a formare un estuario a sé stante.

## Laghi
Nei Paesi Bassi ci sono molti laghi, molti dei quali artificiali, fra questi ultimi molti sono di un tipo speciale, detto laghi di confine. Tra i maggiori si ricordano i seguenti:
Braakman, Grevelingenmeer, Hofvijver, IJ (Paesi Bassi), IJsselmeer, Kagerplassen, Krammer, Lauwersmeer, Markermeer, Oostvaardersplassen, Lago di Paterswolde, Laghi di Reeuwijk, Tsjûkemar, Veerse Meer, Laghi di Vinkeveen, Volkerak, Zoommeer, Drontermeer, Eemmeer, Lago Flevo, Gooimeer, IJmeer, Markermeer, Nijkerkernauw, Nuldernauw, Ramsdiep, Veluwemeer, Vollenhovermeer, Vossemeer, Wolderwijd, Zwarte Meer

## Clima
Il clima è oceanico, con abbondanti piogge frequenti tutto l'anno e frequenti gelate fra dicembre, gennaio e febbraio.

## Rilievi
Nel sud est del paese vi sono alcune colline, ma il resto della nazione è pianeggiante, in molte aree costituita da polder strappati al mare. Numerose sono le isole, che possono essere suddivise in quattro diversi gruppi, diversi tra loro per collocazione geografica e natura delle isole stesse: le Isole Frisone Occidentali, le isole dello ex Zuiderzee, le isole del delta del Reno, della Mosa e della Schelda e le isole caraibiche dei Paesi Bassi con Saba e Sint Eustatius facenti parte dell'arcipelago delle Isole Sopravento Settentrionali e Bonaire facente parte dell'arcipelago delle Isole Sottovento.

## Punti estremi
Il punto più a nord del paese è situato nell'isola di Rottumerplaat, mentre il punto più ad est è situato nel comune di Oldambt. Sia il punto più a sud che il punto più ad ovest dei Paesi Bassi sono localizzati nell'isola di Bonaire, mentre, se si tiene conto dei soli Paesi Bassi continentali e si escludono le Isole BES il punto più a sud è situato nella municipalità di Gulpen-Wittem mentre quello più ad ovest in quella di Sluis.
L'isola di Saba con i 816 m s.l.m. del Monte Scenery detiene il primato di punto più alto dei Paesi Bassi, mentre il Vaalserberg, con i suoi 321 m s.l.m., è sia il punto più alto dei Paesi Bassi continentali che un "confine triplo", dove si incontrano Germania, Belgio e Paesi Bassi. Infine il punto più basso del territorio è Zuidplaspolder (Nieuwerkerk aan den IJssel) ad una quota di 7 m sotto il livello del mare.

## Risorse naturali
Gas naturale del Mar del Nord, petrolio, energia tratta da fonti rinnovabili.

## Utilizzo delle terre
Terre arabili: 25%
Raccolti permanenti: 3%
Pascoli permanenti: 25%
Foreste: 8%
Altro: 39%

## Terre irrigate
6.000 km²